# Sóc chuột Sonoma
Neotamias sonomae là một loài động vật có vú trong họ Sóc, bộ Gặm nhấm. Loài này được Grinnell mô tả năm 1915.